# Lika

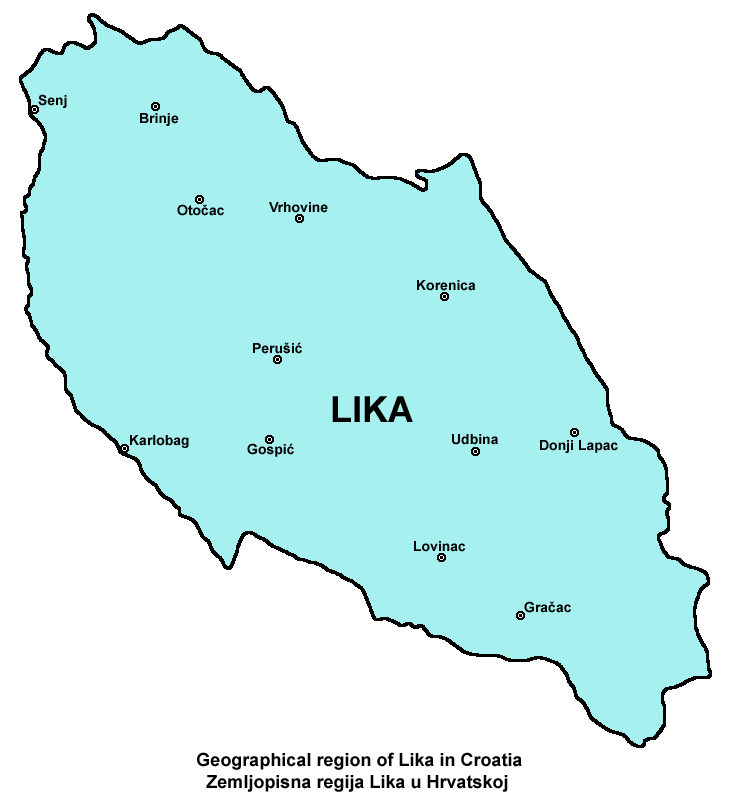
Lika gebied in Kroatië

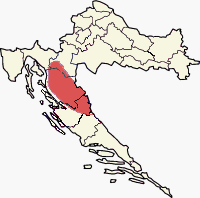
Kaart van Kroatië met Lika in het paars

Lika is een bergachtig gebied in Kroatië, deel van de Dinarische Alpen. Het grootste gedeelte ligt in de provincie Lika-Senj. In 2001 had het gebied 53.677 inwoners, een daling van 37% vergelijken met 1991 terwijl het er in 1900 nog 200.000 waren. De oorspronkelijke  bewoners van de streek zijn Kroaten, later vestigden zich ook Serven. Er is eeuwen gevochten om de Turken van het Ottomaanse Rijk buiten de deur te houden. Ook tussen Serven en Kroaten boterde het vaak niet.
Het bekende nationale park Nationaal Park Plitvicemeren ligt in het Likagebergte.

## Steden
Enkele steden in het gebied zijn:
- Gospić
- Otočac
- Gračac
- Korenica

## Naam
Er wordt wel gezegd dat de naam van de streek van het Kroatische woord lik komt, wat 'medicijn' betekent en slaat op de veelvoorkomende helende planten.

## Economie
Lika is van oudsher een landelijk gebied met een ontwikkelde landbouw (aardappelteelt) en veeteelt. De industrie is minimaal en steunt voornamelijk op houtverwerking. Toerisme is belangrijk voor de regio, met twee nationale parken (Nationaal park Plitvicemeren en Sjeverni Velebit) die bezoekers van over de hele wereld aantrekken. In 2015 trok Nationaal Park Plitvicemeren 1,2 miljoen bezoekers.

## Bekende personen uit Lika
- Nikola Tesla - Servische uitvinder, elektrotechnicus en natuurkundige
- Mile Budak - Kroatische schrijver en politicus